# Cruzado
Der Cruzado (Abkürzung: Cr; Währungssymbol: Cz$; Plural: „Cruzados“) war von 1986 bis 1989 die Währung in Brasilien. Von 1989 bis 1990 hieß die Währung Cruzado Novo (NCZ$).

## Cruzado, 1986–1989

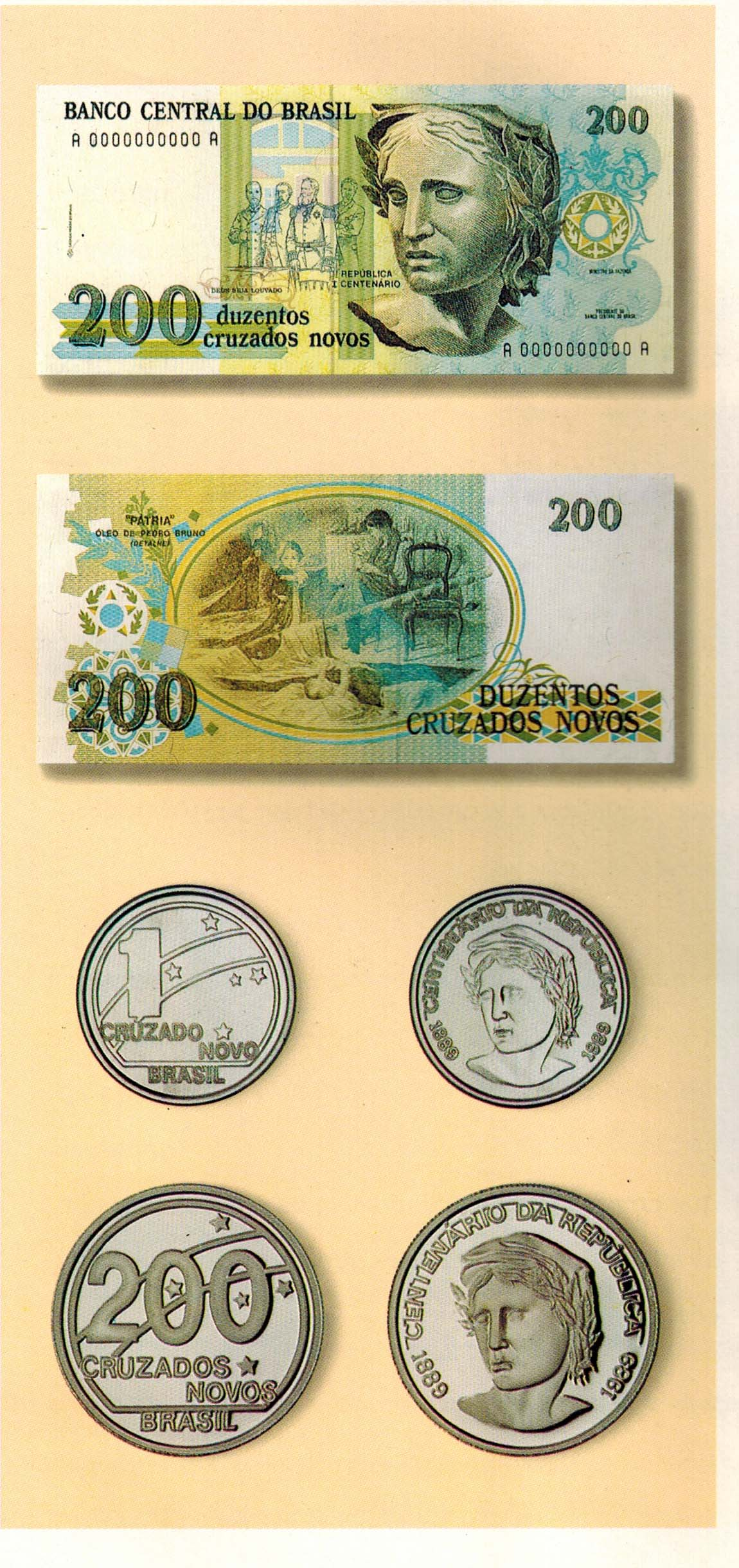

Der Cruzado ersetzte 1986 den zweiten Cruzeiro im Verhältnis 1 Cruzado = 1000 Cruzeiros. Der ISO-4217-Code war BRC. Der Cruzado war in 100 Centavos unterteilt.

### Münzen
Münzen wurden zu 1, 5, 10, 20 und 50 Centavos sowie zu 1, 5 und 10 Cruzados geprägt. Zudem existieren 100-Cruzado-Gedenkmünzen zum hundertjährigen Jubiläum der Abschaffung der Sklaverei (1888–1988). Alle Münzen sind aus rostfreiem Stahl.

### Banknoten
Die ersten Cruzado-Banknoten waren Überdrucke auf Cruzeiro-Banknoten, mit den Werten von 10, 50 und 100 Cruzados. Die regulären Ausgaben gab es in den Werten von 10, 50, 100, 500, 1000, 5000 und 10.000 Cruzados.

## Cruzado Novo, 1989–1990
1989 wurde der Cruzado durch den Cruzado Novo ersetzt, und zwar im Verhältnis 1000 alte Cruzados = 1 neuer Cruzado. Er war wie sein Vorgänger in 100 Centavos unterteilt; sein ISO-4217-Code war BRN. 1990 wurde der Cruzado Novo im Verhältnis 1:1 durch den dritten Cruzeiro abgelöst.

### Münzen
Auch die Münzen des neuen Cruzados waren aus rostfreiem Stahl und existierten in den Nennwerten 1, 5, 10, 20 und 50 Centavos sowie 1 Novo Cruzado. Zum 100-Jahre-Jubiläum der brasilianischen Republik (1889–1989) wurde eine Silbergedenkmünze zu 200 Cruzados Novos geprägt.

### Banknoten
Zuerst wurden alte Cruzado-Noten überdruckt, und zwar mit den Werten 1, 5 und 10 Cruzados Novos. Es folgten reguläre Ausgaben zu 50, 100, 200 und 500 Cruzados Novos.